# Morgan Tsvangirai
Morgan Richard Tsvangirai (10. ožujka 1952. – 14. veljače 2018.),  zimbabveski oporbeni političar, sindikalist, aktivist za ljudska prava, i predsjednik Pokreta za demokratske promjene, većinske stranke u Zimbabveu.
Rođen je u Gutuu, tadašnja Južna Rodezija kao najstariji od devetero djece. Otac mu je bio zidar i tesar. Rano je napustio školu i zaposlio se u rudniku gdje je ostao 10 godina.
Uspeo se do položaja predradnika. Također se uključio u sindikalni pokret i bio tajnik krovne sindikalne udrude. Kada je 1980. konačno izborena nezavisnost, Morgan je imao 28 godina. Isprva je bio veliki pristaša stranke ZANU-PF, koju vodi Robert Mugabe, čak postavši jedan od najvažnijih članova stranke. Međutim, kada je Mugabe prigrabio položaj predsjednika i naredio masakr nad ruralnim stanovništvom, zbog urote koju je navodno vodio Joshua Nkomo, od njega se distancirao. Morgan je periodično posjećivao masovne grobnice i obećavao da će odgovorni biti izvedeni pred lice pravde, ako PZDP bude izabran.
Bio je i predsjednik Nacionalne Ustavotvorne skupštine, organizacije sastavljene od raznih udruga civilnog društva, koju su vodile kampanju za donošenje novog, demokratskog Ustava kojim bi se riješili problemi Zimbabvea.
Kada je 1999. godine osnovan Pokret za demokratske promjene, Morgan je odstupio kao predsjednik NUS-a. Ipak, PZDP i NUS poveli su kampanju kojom je 2000. godine odbijen ustavni referendum predložen od strane Mugabeovog režima.
Dobitnik je mnogih međunarodnih priznanja,a često je zlostavljan od strane režima. Jednom prilikom su ga tako brutalno i okrutno pretukli da je na nekoliko dana završio u bolnici. S mnogim zapadnjačkim državnicima razgovarao je o smjeni vlasti, a EU je rekla da će priznati Vladu samo ako on bude premijer.
Povukao se iz drugog kruga predsjedničkih izbora 2008. zbog vladinog nasilja i zastrašivanja.
Oženjen je, ali nema djece.